# Tulpa tulipifera
Tulpa tulipifera är en nässeldjursart som först beskrevs av George James Allman 1888.  Tulpa tulipifera ingår i släktet Tulpa och familjen Campanulariidae. Inga underarter finns listade i Catalogue of Life.